# Tiriolo
Tiriolo är en ort och kommun i provinsen Catanzaro i regionen Kalabrien i Italien. Kommunen hade 3 815 invånare (2018).